# デニス・トー
デニス・トー（杜 宇航、トー・ユーハン、1981年1月1日 - ）は、香港のアクション俳優、中国武術家。
広東省仏山市西樵鎮出身。6歳で武術を始め、長拳、詠春拳、洪家拳、太極拳などを修得。武術太極拳選手として、1999年の世界武術選手権大会で香港史上最年少の18歳で金メダル獲得を皮切りに、2005年まで国際大会で数々のメダルを獲得。
その後、アクション俳優に転身し、映画初主演作の『イップ・マン 誕生』で香港電影金像奨・優秀新人賞を受賞し、次世代カンフースターとして注目を集めている。

## 経歴

### 武術太極拳選手として
6歳から香港武術聯会の教室で武術を学び始める。沙田区の梁燕記念中学（沙田）を卒業後、香港武術代表隊に加入し、本格的に武術太極拳の大会に出場し始める。
1999年の第5回世界武術選手権大会では、男子長拳で香港史上最年少の18歳で金メダルを獲得。2001年と2003年の世界武術選手権大会でも多数の銀メダルや銅メダルを獲得した。
2002年の第14回釜山アジア競技大会では、男子長拳三種総合（長拳・刀術・棍術）で銀メダルを獲得。
2005年の第4回東アジア競技大会では、周定字、陳少傑とともに男子対練で金メダルを獲得し、「香港武林三傑」と呼ばれるようになった。
2008年の北京オリンピックでは、香港区間120人の聖火ランナーの1人に選ばれ、第13走者として聖火リレーに参加した。

### アクション俳優として
2007年に芸能界デビューし、イップ・マン（葉問）の長男イップ・チュン（葉準）の弟子で、世界詠春聯會及び世界洪拳總會の主席であるシン・クォックラム（洗國林）が会長を務める国芸娯楽文化集団有限公司に所属。
2008年にウィルソン・イップ監督、ドニー・イェン主演の『イップ・マン 序章』に端役で映画初出演し、詠春拳の顧問も担当する。続編の『イップ・マン 葉問』にも出演。
2010年、『イップ・マン 誕生』に詠春拳の達人イップ・マン役で映画初主演し、2011年の第30回香港電影金像奨で優秀新人賞、第6回香港映画監督協会年度大賞で最優秀新人賞を受賞。

## 出演

### 映画
| 公開年 | 邦題 / 原題                                                             | 役名                           | 吹替     |
| ------ | ----------------------------------------------------------------------- | ------------------------------ | -------- |
| 2008   | イップ・マン 序章 葉問                                                  | 胡威                           | 高橋英則 |
| 2009   | 孫文の義士団 十月圍城                                                   | 殺手聶忠清                     |          |
| 2010   | イップ・マン 葉問 葉問2                                                 | ワイケイ（鄭偉基）             | 高橋英則 |
| 2010   | イップ・マン 誕生 葉問前傳                                              | イップ・マン（葉問）           | 高橋英則 |
| 2011   | 燃えよ、マッハ拳! 蔡李佛                                                | 蔡李佛拳の達人（蔡李佛拳高手） |          |
| 2011   | 戀夏戀夏戀戀下                                                          | 犬兄                           |          |
| 2011   | 1911 辛亥革命                                                           | 熊秉坤                         |          |
| 2011   | 秋瑾 競雄女侠 競雄女俠秋瑾                                              | 徐錫麟                         |          |
| 2012   | Z108地区 ゾンビ包囲網 棄城Z-108                                         | SWAT隊員                       |          |
| 2012   | 港都2012                                                                | 宮立                           |          |
| 2012   | レジェンド・オブ・トレジャー 大武当 失われた七つの秘宝 大武當之天地密碼 | 白龍道長                       |          |
| 2013   | 笑功震武林                                                              | 洛豪                           |          |
| 2018   | カンフーリーグ 功夫聯盟                                                 | イップ・ビット・マン（葉別問） | 庄司然   |
| 2019   | イップ・マン 宗師 葉問宗師                                              | イップ・マン（葉問）           | 高橋英則 |
| 2019   | 霍元甲之精武天下                                                        | 霍元甲                         |          |
| 2019   | 如珠如寶                                                                | 執達吏                         |          |
| 2023   | 魔道象人                                                                | 洪熙官                         |          |
| 2023   | 三国志 武神・趙雲伝 武神趙子龍                                          | 趙子龍                         |          |
| 2023   | 破軍X檔案隱身人                                                         | 林中飛                         |          |
| 2024   | 烏蒙奇緣                                                                | 劉吉                           |          |
| 2024   | 黃飛鴻之鐵血十三姨                                                      | 黄飛鴻                         |          |

## 受賞歴

### 武術
| 年   | 大会名                    | 種目                                 | 結果     |
| ---- | ------------------------- | ------------------------------------ | -------- |
| 1999 | 第5回世界武術選手権大会   | 男子長拳                             | 金メダル |
| 2001 | 第6回世界武術選手権大会   | 男子長拳                             | 銀メダル |
| 2001 | 第6回世界武術選手権大会   | 男子刀術                             | 銀メダル |
| 2001 | 第6回世界武術選手権大会   | 男子棍術                             | 銅メダル |
| 2002 | 第14回釜山アジア競技大会  | 男子長拳三種総合（長拳・刀術・棍術） | 銀メダル |
| 2003 | 第7回世界武術選手権大会   | 男子長拳                             | 銅メダル |
| 2003 | 第7回世界武術選手権大会   | 男子刀術                             | 銀メダル |
| 2003 | 第7回世界武術選手権大会   | 男子対練（周定字・陳少傑）           | 銀メダル |
| 2004 | 第6回アジア武術選手権大会 | 男子棍術                             | 銀メダル |
| 2005 | 第4回東アジア競技大会     | 男子対練（周定字・陳少傑）           | 金メダル |

### 映画
| 年   | 映画賞                        | 作品名                                     | 受賞         |
| ---- | ----------------------------- | ------------------------------------------ | ------------ |
| 2011 | 第30回香港電影金像奨          | 『イップ・マン 葉問』『イップ・マン 誕生』 | 優秀新人賞   |
| 2011 | 第6回香港映画監督協会年度大賞 |                                            | 最優秀新人賞 |

### 栄誉
- 2006年 香港特別行政区政府 行政長官社區服務獎狀[14]